# Paul Colin
Paul Colin (Nancy, 27 giugno 1892 – Nogent-sur-Marne, 18 giugno 1985) è stato un pubblicitario e grafico francese.
Assieme a Cassandre, Jean Carlu e Charles Loupot (soprannominati "I moschettieri") è stato uno dei più importanti cartellonisti pubblicitari francesi del primo dopoguerra.
Con uno stile influenzato in generale da Cubismo, Futurismo e Purismo, e più in particolare riconducibile all'Art déco, si contraddistinse all'epoca per il peculiare rigore compositivo dei propri manifesti.
In genere i cartelloni pubblicitari di Colin (ma spesso anche le copertine o altri lavori grafici) presentavano una figura centrale e un testo posizionato al di sopra o al di sotto dell'immagine, in modo che i due elementi non si invadessero a vicenda, e in maniera tale da permettere una doppia lettura.
Artista prolifico arrivò a produrre nell'arco della propria carriera oltre un migliaio di manifesti e oltre ottocento copertine per varie pubblicazioni.  Tra i suoi manifesti più celebri è possibile citare Revue nègre (1925) reclamizzante uno spettacolo di Joséphine Baker, Libération (1944), e la locandina per il film Diario di un curato di campagna (1950).
Aderì all'Union des Artistes Modernes. Nel 1964 partecipò all'esposizione internazionale Documenta 3, in Germania.

## Principali manifesti
- 1925 - Revue nègre
- 1927 - Maya
- 1927 - Lisa Duncan
- 1930 - Grock
- 1933 - R - apéritif supérieur
- 1944 - Libération
- 1948 - Quart Vichy
- 1949 - 18eme Salon International de l'Aviation
- 1950 - Journal d'un curé de campagne
- 1961 - Liqueur Izarra